# Socotrella
Socotrella is een geslacht van rechtvleugeligen uit de familie Thericleidae. De wetenschappelijke naam van dit geslacht is voor het eerst geldig gepubliceerd in 1957 door Popov.

## Soorten
Het geslacht Socotrella  is monotypisch en omvat slechts de volgende soort:
- Socotrella monstrosa (Popov, 1957)